# وادي غوغة (المهرة)

تعديل مصدري - تعديل

وادي غوغة هي إحدى قرى عزلة دمقوت بمديرية حوف التابعة لمحافظة المهرة، بلغ تعداد سكانها 103 نسمة حسب تعداد اليمن لعام 2004.